# Mnium spinosum
Mnium spinosum là một loài Rêu trong họ Mniaceae. Loài này được (Voit) Schwägr. mô tả khoa học đầu tiên năm 1816.

## Hình ảnh

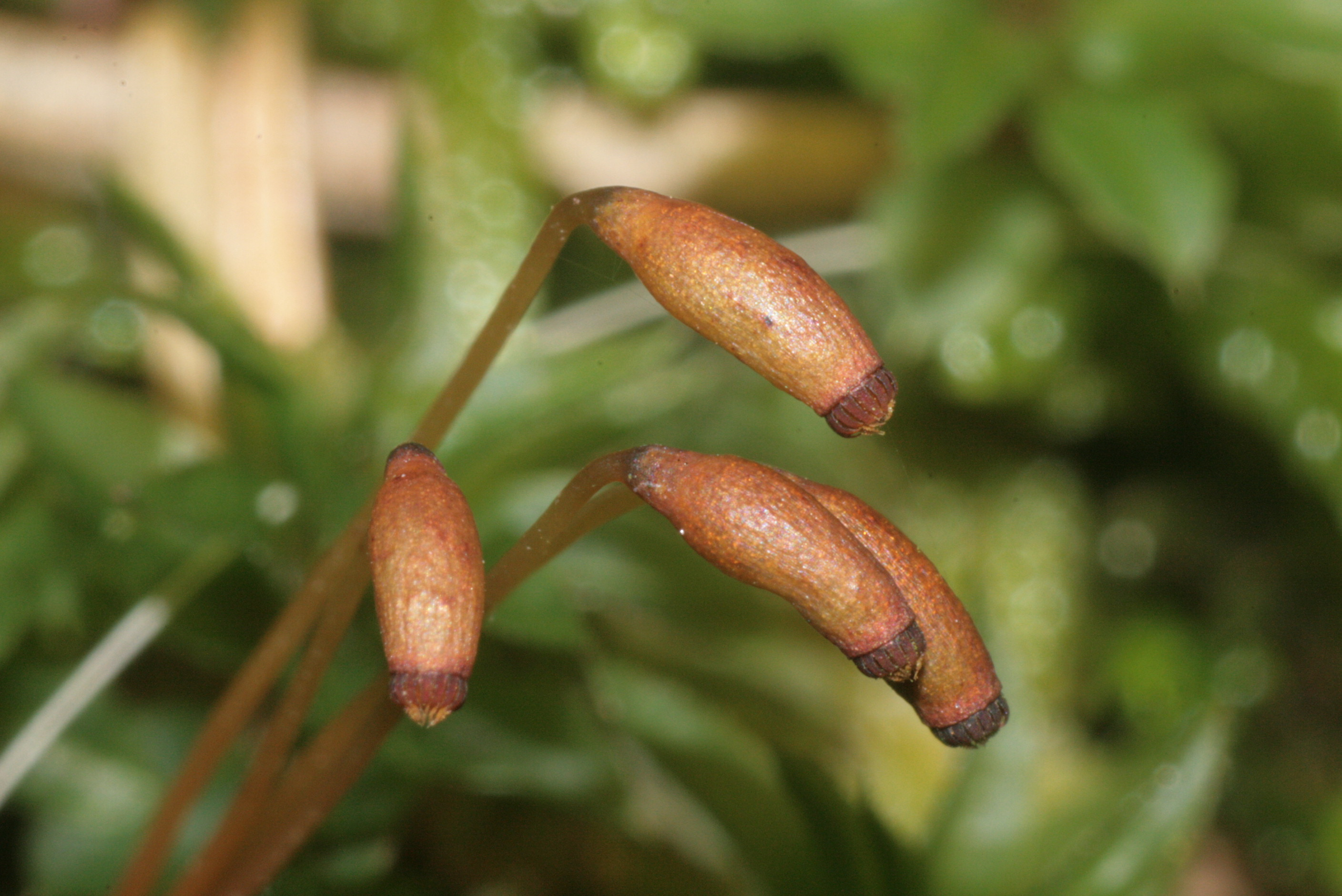
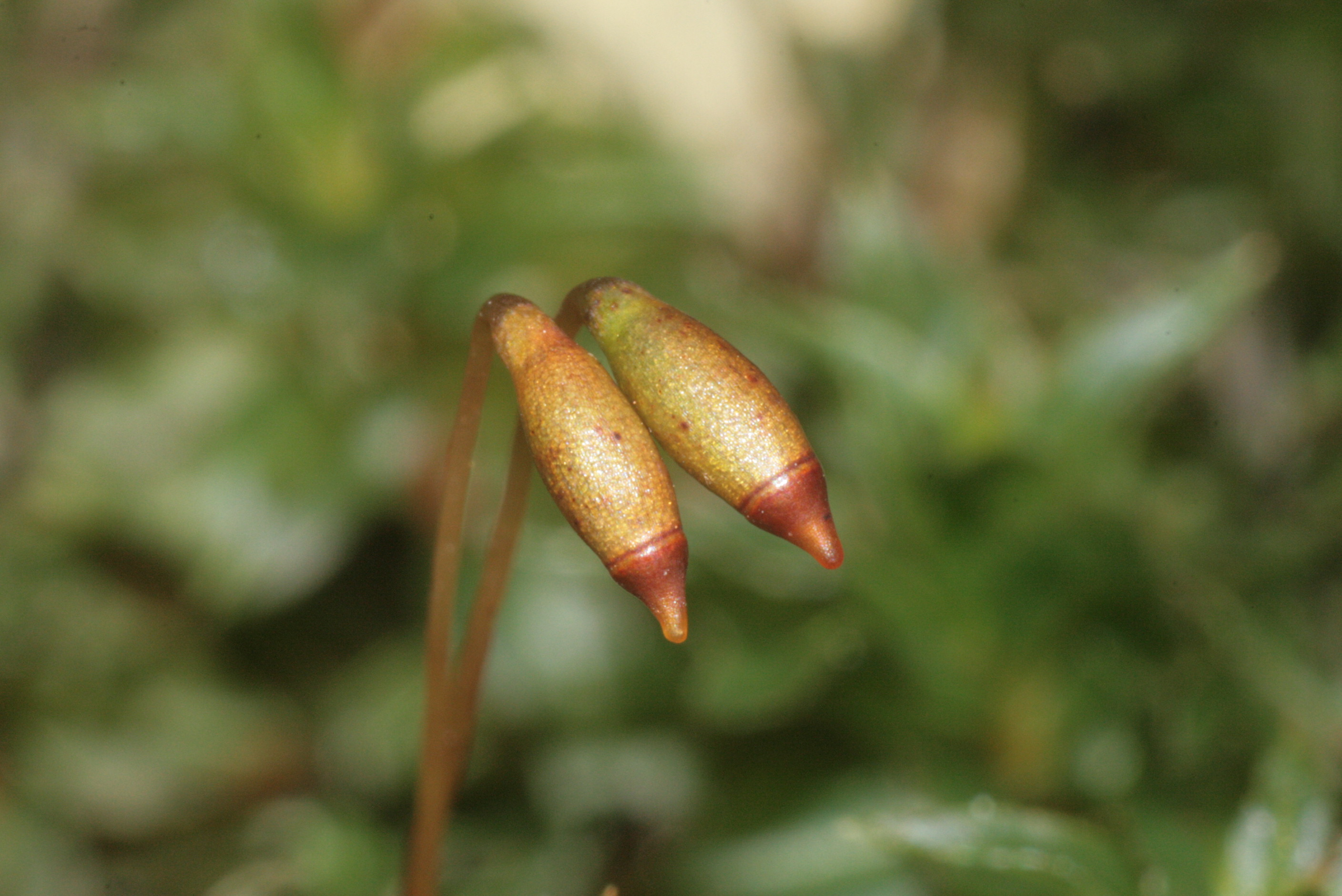
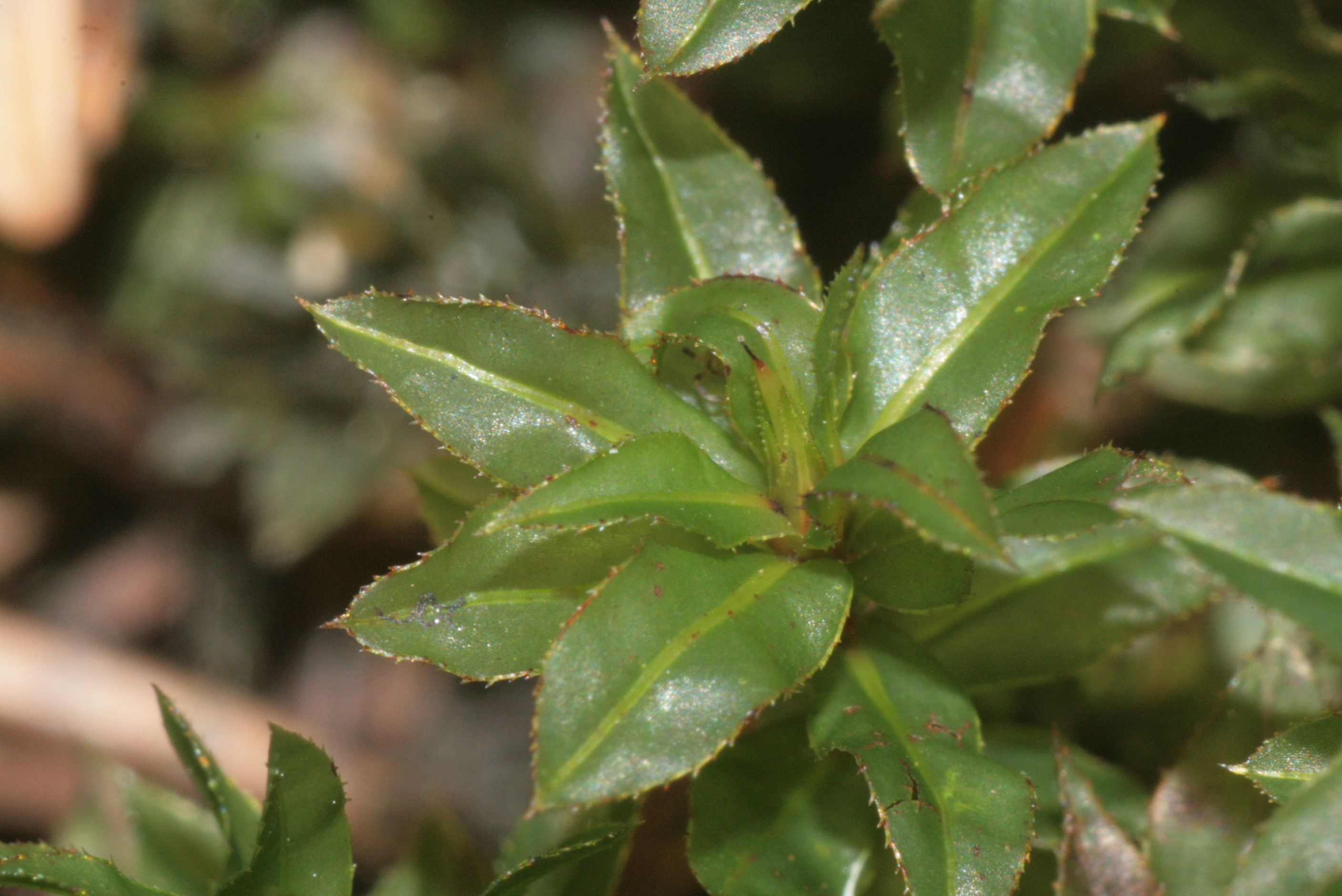
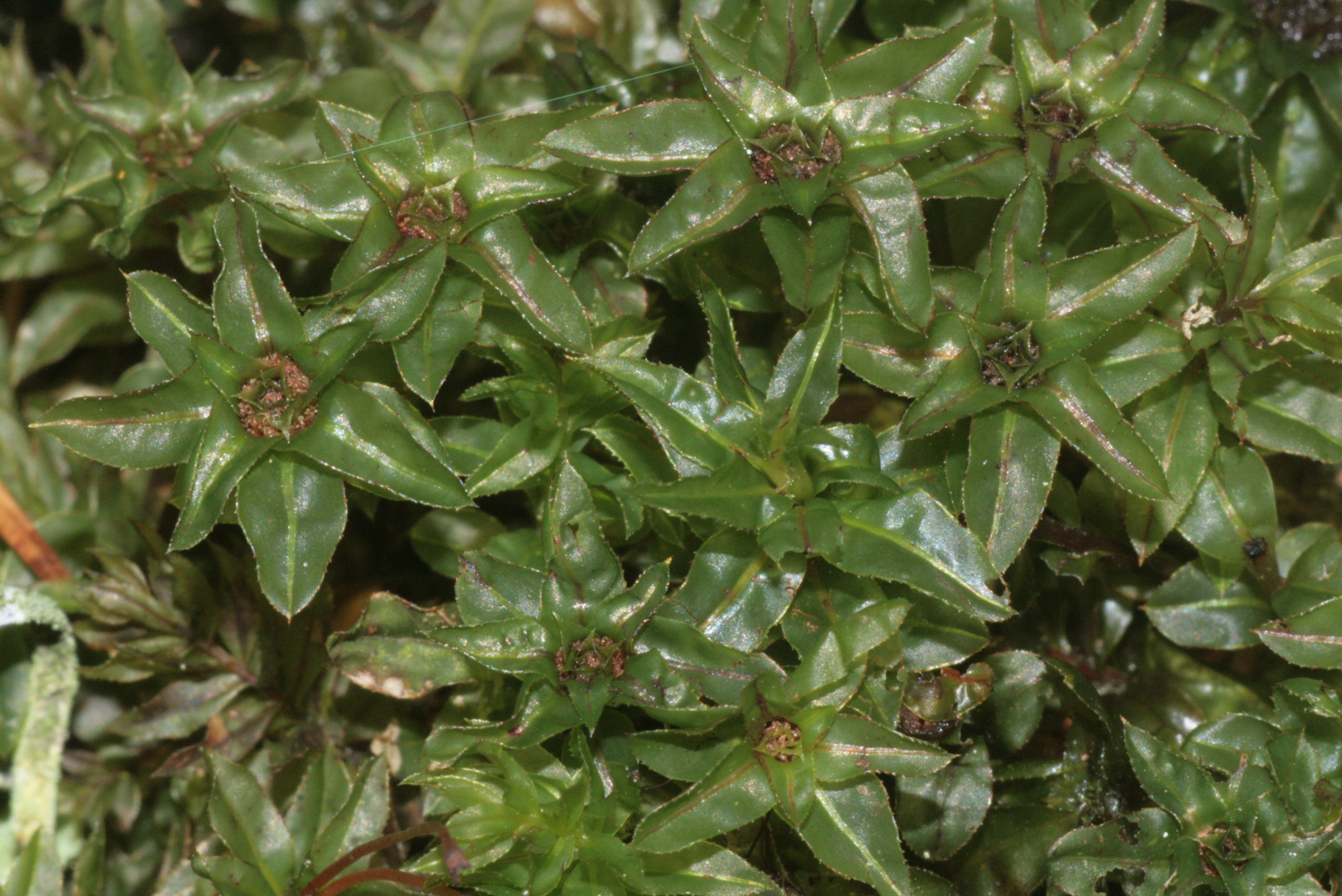